# La Lucha: semanario republicano radical
La Lucha: semanario republicano radical va ser una publicació periòdica que va sortir a Reus el 5 de juny de 1910.

## Història
Va sorgir per defensar la política del Partit Republicà Radical. Un dels redactors i probablement l'inspirador va ser Pere Jordana, polític radical que més tard va aconseguir l'alcaldia de Reus. Tenia com a objectiu la difusió de les idees del Partit, que no tenia gaire presència a la ciutat, en uns moments que l'alcalde de Reus era el polític conservador Enric Oliva Julià.

## Contingut
El primer número diu que el periòdic apareix per defensar la «lluita per la República i la Justícia» Ideològicament defensen les idees de Pi i Margall, del que reprodueixen alguns articles. Tenia una clara tendència anticlerical, i en alguns números copien articles del setmanari satíric madrileny El Motín. Pel mes de juliol de 1910 va fer una crida a favor d'una manifestació anticlerical que es va celebrar a Reus. Publicava també articles anticlericals de Victor Hugo. Coincideix en el temps amb el setmanari reusenc El Consecuente, al que ataca durament i critica als candidats que promociona aquella publicació, com ara Julià Nougués. Polemitza també amb altres periòdics locals, sobretot amb Les Circumstàncies, portaveu del republicanisme catalanista de la ciutat. Les seves polèmiques amb el Partit Carlí van ser sonades.
Tots els números tenien unes seccions fixes: «Columna», contra la religió, «Crónica» sobre temes municipals, «Sección obrera», «Kursaalerias», amb crítica de cinema, i alguns articles que volien provocar polèmica i els anomenava «Radicalizados».

## Col·laboradors i característiques tècniques
A més de Pere Jordana, hi col·laboraven el principals membres del Partit Republicà Radical: Àngel Pallejà, Miquel Gil, Josep Biarnès, Ricard Ballester i Joan Gaia Solà. Molts dels articles anaven signats amb pseudònims o amb inicials.
Tenia 4 pàgines, i la llengua era el castellà, encara que incloïa poemes en català. La redacció i administració era al local de la «Fraternitat Republicana Radical», al raval de sant Pere núm. 41 de Reus, i el preu d'un exemplar era de 5 cèntims. Va canviar d'impressor diverses vegades. Als seus inicis s'imprimia a la Impremta de Salvadó, i pel novembre de 1912 va fer-ho la impremta de Llorens i Cabré. Pel gener de 1914 l'impressor va ser Celestí Ferrando, que va imprimir la publicació fins que va desaparèixer el 18 de març d'aquell any.
Se'n conserven exemplars a la Biblioteca Central Xavier Amorós de Reus, i els anys 1912, 1913 i 1914 estan digitalitzats a la Biblioteca Virtual de Premsa Històrica, dels fons procedents de la Biblioteca Pública de Tarragona.